# Manchones
Manchones – gmina w Hiszpanii, w prowincji Saragossa, w Aragonii, o powierzchni 26,83 km². W 2011 roku gmina liczyła 131 mieszkańców.